# Jupi Podlaszewski
Jupi Podlaszewski (ur. 22 września 1950, zm. 23 listopada 2024) – polski twórca pantomimy, związany z Koszalinem. Uczeń Stefana Niedziałkowskiego, aktor, reżyser, założyciel międzynarodowej grupy teatralnej Blik Fish. 
Był również założycielem i redaktorem naczelnym lokalnej telewizji "Bryza".